# Plebicula
Plebicula är ett släkte av fjärilar. Plebicula ingår i familjen juvelvingar.

## Dottertaxa tillPlebicula, i alfabetisk ordning[1]
- Plebicula addenda
- Plebicula agenjoi
- Plebicula agestor
- Plebicula ahmar
- Plebicula albata
- Plebicula altivolans
- Plebicula amethystina
- Plebicula anteparvaplumbea
- Plebicula anticoalbocincta
- Plebicula anticoglomerata
- Plebicula apicipunctata
- Plebicula ardavdana
- Plebicula argentea
- Plebicula argester
- Plebicula atlantica
- Plebicula atrata
- Plebicula autumna
- Plebicula azagra
- Plebicula balestrei
- Plebicula barraguéi
- Plebicula basinovopuncta
- Plebicula basipunctata
- Plebicula brunnea
- Plebicula caerulea
- Plebicula caeruleocellata
- Plebicula caeruleonivescens
- Plebicula caerulescens
- Plebicula casildae
- Plebicula castilla
- Plebicula centro
- Plebicula chapmani
- Plebicula chryseis
- Plebicula correpta
- Plebicula crassopuncta
- Plebicula dalmatica
- Plebicula dedalus
- Plebicula dorylas
- Plebicula elongata
- Plebicula enervis
- Plebicula escheri
- Plebicula escherinus
- Plebicula ferdinandi
- Plebicula foulquieri
- Plebicula gabrielis
- Plebicula gandzhana
- Plebicula glaucargester
- Plebicula golgus
- Plebicula helenae
- Plebicula hybridata
- Plebicula hylas
- Plebicula hypanica
- Plebicula icaroides
- Plebicula interjecta
- Plebicula josephina
- Plebicula karatschaica
- Plebicula ketshevana
- Plebicula meridiana
- Plebicula metallica
- Plebicula micromargarita
- Plebicula microrientalis
- Plebicula microsticta
- Plebicula minor
- Plebicula mutchuiana
- Plebicula narzana
- Plebicula nigropunctata
- Plebicula nigrovenata
- Plebicula olympena
- Plebicula orientalis
- Plebicula orientis
- Plebicula parnassica
- Plebicula parvaplumbea
- Plebicula paucipuncta
- Plebicula pergrata
- Plebicula pluripuncta
- Plebicula postargester
- Plebicula postenervis
- Plebicula postmargarita
- Plebicula posttheristes
- Plebicula pseudomicrorientalis
- Plebicula punctifera
- Plebicula punctulata
- Plebicula radiata
- Plebicula rhaetica
- Plebicula rjabovi
- Plebicula rondoni
- Plebicula rondouidimida
- Plebicula roseonitens
- Plebicula sheljuzhkoiana
- Plebicula sicca
- Plebicula splendens
- Plebicula styx
- Plebicula subapennina
- Plebicula subtusimpunctata
- Plebicula suffescens
- Plebicula thersites
- Plebicula thetis
- Plebicula turatii
- Plebicula urania
- Plebicula valdieriensis
- Plebicula valentinae
- Plebicula weissi
- Plebicula virescens
- Plebicula zhicharevi